# Ana de São Bartolomeu
Ana de São Bartolomeu (1 de outubro de 1550, Almendral de la Cañada, Castela - 7 de junho de 1626, Antuérpia, Brabante), Ana Garcia Manzanas antes de sua vida monástica, foi pastora catalã dos séculos XVI e XVII, mais tarde feita beata. Era coetânea de Teresa de Ávila, a quem pediu admissão no primeiro convento carmelita reformado, apesar de ser analfabeta. Foi recusada por ser muito jovem, mas alguns anos depois as Carmelitas Descalças a aceitaram e então adotou seu nome religioso. Por sua humildade, foi vista por Teresa como "a grande serva de Deus". Copiando cartas da última, aprendeu a ler e escrever, e cuidou desta durante sua doença terminal, com Teresa falecendo em seus braços (1582).
Em 1588, foi enviada ao Reino da França com outras seis freiras para introduzir as carmelitas no país. Se sabe que quando a viúva Joana de Chantal tentou ingressar nas carmelitas, Ana a desencorajou sob alegação de que Deus preparou outra coisa para ela. Na contramão, trabalhou estreitamente com Bárbara Acarie, que teve papel fundamental à introdução das carmelitas na França. Em 1611, mudou-se para o Ducado de Brabante, onde, diz-se, salvou Antuérpia de um cerco do príncipe de Orange com suas orações. Permaneceu na cidade até sua morte, em 1626. Sua festa litúrgica ocorre em 7 de junho.
O decreto sobre virtudes heroicas da Irmã Ana de São Bartolomeu foi promulgado em 29 de junho de 1735, pelo Papa Clemente XII, reconhecendo-a como Venerável. Após o processo sobre os milagres, a carmelita foi beatificada pelo Papa Bento XV em 6 de maio de 1917.